# دنیاگیری کووید-۱۹ در لیتوانی
دنیاگیری کووید-۱۹ در لیتوانی بخشی از دنیاگیری بیماری کروناویروس ۲۰۱۹ در جهان است. اولین مورد تأیید شده در لتونی در ۲۸ فوریه ۲۰۲۰ در شهر شولی اعلام شد.